# Società Regina Virginum
La Società "Regina Virginum" (in portoghese Sociedade "Regina Virginum") è una società di vita apostolica femminile di diritto pontificio: i membri di questa società pospongono al loro nome la sigla E.P.

## Storia
La società è sorta nel 1996 all'interno dell'associazione degli Araldi del Vangelo, fondata dal sacerdote brasiliano João Scognamiglio Clá Dias.
Fu eretta in società di vita apostolica di diritto diocesano il 25 dicembre 2006 da Emilio Pignoli, vescovo di Campo Limpo.
Il 26 aprile 2009 la Santa Sede ha concesso alla società il riconoscimento di istituzione di diritto pontificio e ne ha approvato temporaneamente le costituzioni.

## Attività e diffusione
Le suore si dedicano soprattutto all'evangelizzazione e alla catechesi nelle parrocchie.
Le suore sono presenti in Brasile e in Guatemala; la sede generalizia è a Caieiras.
Alla fine del 2011 la congregazione contava 217 membri in 13 case.